# Dubrovnik-Neretvas län
Dubrovnik-Neretva län (kroatiska: Dubrovačko-neretvanska županija) är ett län i södra Kroatien. Bosnien och Hercegovinas enda hamnstad, Neum, delar länet och den södra delen utgör därigenom en exklav som saknar landgräns till övriga Kroatien.

## Administrativ indelning
Dubrovnik-Neretvas län är indelat i fem städer och 17 kommuner.
- Städer:
  - Dubrovnik
  - Korčula
  - Metković
  - Opuzen
  - Ploče

- Kommuner:
  - Blato
  - Dubrovačko primorje
  - Janjina
  - Konavle
  - Kula Norinska
  - Lastovo
  - Lumbarda
  - Mljet
  - Orebić
  - Pojezerje
  - Slivno
  - Smokvica
  - Ston
  - Trpanj
  - Vela Luka
  - Zažablje
  - Župa dubrovačka